# Dumnônia
```
   |-
       |
Erro:
:  
valor não especificado para "
nome_comum
"
```

Dumnônia, Damnônia ou Domnônia é o nome latinizado para um reino britônico na Britânia pós-romana, localizado na península sudoeste da Inglaterra moderna e cobrindo Devon, a maior parte de Somerset e, possivelmente, parte de Dorset, sendo sua fronteira leste indeterminada. A Cornualha pode não ter pertencido à Dumnônia.

## Nome
O reino foi nomeado em função dos Dumnônios, uma tribo celta que vivia na região muito antes da chegada dos romanos à Britânia. Não se sabe ao certo se a Dumnônia foi um reino unificado ou uma série de sub-reinos. Certamente, a Cornualha parece ter sido, no mínimo, semi-independente por vezes, possivelmente por estar baseada no território de uma sub-tribo, os cornóvios.
O lugar era conhecido pelos ingleses de Wessex como o "Reino dos Galeses do Oeste". Em galês, de forma similar à língua britânica nativa, era Dyfneint, sendo essa a forma que sobrevive até hoje como nome do condado de Devon (em galês moderno: Dyfnaint, na língua córnica: Dewnans).

## Características
A Dumnônia é conhecida por seus muitos assentamentos que sobreviveram desde os tempos romano-britânicos. Como em outras áreas, fortes da Idade do Ferro - por exemplo, o Castelo de Cadbury - foram reestruturados para uso de lordes ou reis. Outros assentamentos importantes, como Tintagel, foram reconstruídos. Objetos pós-romanos de cerâmica foram escavados em vários sítios por toda a região.
O povo da Dumnônia falava um dialeto britônico ancestral do córnico moderno. A presença de imigrantes irlandeses é evidenciada pela escrita Ogham gravada em pedras.

## Cristianismo
O Cristianismo também parece ter persistido na Dumnônia após a era de domínio romano, tendo muitos cemitérios cristãos existido no período pós-romano. A religião foi trazida por pregadores irlandeses, como São Pirão, e galeses, como São Petroco e Santa Keyne. Houve mosteiros importantes em Bodmin e Glastonbury, e também Exter, onde túmulos do século V foram descobertos, podendo representar um cemitério cuja fundação foi atribuída a São Bonifácio (embora haja controvérsias sobre sua origem, seja ela anglo-saxônica ou britônica)

## Reis da Dumnônia
Há estranhos registros de muitos Reis da Dumnônia - e muitos destes aparecem na genealogia de monarcas relembrados em fontes em galês arcaico - que podem ser descritos aqui, como:
- Cynfawr - cujo nome aparece na famosa pedra de Drustanus, perto de Fowey na Cornualha.
- Custennyn Gorneu- veja abaixo.
- Erbim - veja abaixo.
- Geraint - provavelmente o homem da batalha de Llongborth.
- Cado - que aparece na Vida de São Carannog

De acordo com a tradição, o filho de Cado foi Constantino da Dumnônia, acusado por seu contemporâneo, o escritor Gildas, no início do século VI. Posteriormente, é citado um outro rei Geraint na Vida de São Teilo, que pode ter sido também citado no poema Y Gododdin na batalha de Catredo por volta de 600 Um terceiro rei Geraint correspondeu-se com Santo Adelmo e lutou contra o rei Ine de Wessex em 710.

### Referência Arturiana
O renomado rei Arthur é dito, muitas vezes, como pertencente à casa real da Dumnônia, sendo seu avô, Constâncio, identificado como Custennyn Gorneu, acima mencionado. Erbin e seu filho, Geraint, aparecem na lenda arturiana de Geraint e Enid.
Alguns afirmam que a grandiosa vitória de Artur na batalha do Monte Badon tomou cena em Devon, onde os dumnônios subjugaram os anglo-saxões. A maioria dos historiadores, entretanto, afirma que a batalha pode ter acontecido em qualquer lugar, perto de Bath, por exemplo. É dito, ainda, que a batalha de Camlann, a última do rei Arthur, foi travada em Slaughter Bridge, perto de Camelford.

## Perda territorial
O conflito entre Dumnônia e os anglo-saxões de Wessex começou a se acentuar no século VII. Em 658, o reino perdeu parte de Somerset, a leste e ao norte do rio Parrett, e o resto do condado caiu em 710. Devon foi invadido no fim do século. Os topônimos bretões Domnonée e Cornouaille foram provavelmente dados por imigrantes vindos de Devon e da Cornualha durante esse período.
Guilherme de Malmesbúria conta que os britônicos e anglo-saxões coabitaram Exeter durante o século X mas o rei Etelstano pôs um fim nisso. (Uma parte de Exeter deteve o nome de "Pequena Britânia" até o século XVIII. O mesmo rei Etelstano delimitou a atual fronteira leste da Cornualha, em 927. Entretanto, os britânicos do extremo ocidente da Grã-Bretanha sobreviveram com certo grau de independência, como o Reino da Cornualha.